# Christopher Priest (auteur de comics)
Pour les articles homonymes, voir Christopher Priest.
Christopher James Priest, né James Christopher Owsley le 30 juin 1961, est un scénariste de bande dessinée.

## Biographie
Il a refusé d'expliquer pourquoi il avait choisi de changer son nom de Jim Owsley en Christopher Priest.
Il a travaillé sur les personnages de Marvel Comics et DC Comics. Il est le premier noir à avoir officié comme responsable éditorial de comics aux États-Unis.
Il est aussi producteur de musique. Il a reçu un prix Inkpot en 2016.

## Publications
Parmi les personnages qu'il a scénarisés ou édités :
- Luke Cage
- La Panthère Noire
- Iron Fist
- Spider-Man
- Conan le barbare
- Quantum & Woody (dessins de M. D. Bright)
- Deadpool
- Ka-Zar (#14-17 Marvel Comics, Juin Septembre 1998)
- Batman (#1 DC Comics, Mai 2000)
- Captain America et Le Faucon (#1-14 Marvel Comics, Mai 2004-Juin 2005)
- X-Men et Ligue de justice d'Amérique dans la revue Amalgam Comics
- Josiah X avec Joe Bennett
- Deathstroke Rebirth DC Comics
- USAgent

## Éditeurs
- Milestone Media
- Arion the Immortal #1-6 (DC Comics, July 1992-December 1992)
- Black Condor #2-12 (DC Comics, July 1992-May 1993)
- The Legend of the Shield Annual #1 (DC Comics [Impact], 1992)
- Impact Comics